# 퍼플제이
퍼플제이(본명: 이주형)는 대한민국의 가수, 프로듀서, 보컬트레이너이다. 아마추어 가수 시절 인터넷과 언더에서 '보라빛하늘'로 활동하였으며, '퍼플스카이(Purplesky)'로 Single을 발표한 경력이 있다. Rock을 기반으로 다양한 장르의 음악을 소화한다. 4옥타브의 고음역대를 가진 것으로 알려진 가수로 2007년 영화 '미녀는 괴로워' OST "Maria'를 남자버전으로 커버해 SBS 등 공중파에 방영되며 이슈가 되었다. 2011년 아이유의 '좋은날'을 커버한 영상이 80만뷰 이상 플레이 되는 등 화제가 되었으며, 2011년 MBC 위대한 탄생 시즌1에 참가하여 멘티선정 최종 20인 직전 단계인 Top34까지 진출하였다. 이 프로그램에서 록그룹 부활의 리더 김태원 및 멤버들과 인연을 맺게 되어 14.6.12일 무료음원 형식으로 발표한 Single Album에 부활의 베이시스트 서재혁과 콜라보레이션 하게 된다. 15.06.15(월)일 Purple J's New Single - '2late'(타이틀곡 : 가질 수 없더라)를 발표하였다. 15.11.7일 JTBC에서 방영된 히든싱어4-소찬휘편에 '파리넬리 소찬휘'로 출연하였다. 18.09.06 데뷔 10주년 기념음반 '숨'을 발표하였다.

## 학력
- 서강대학교 경제학 석사
- 예원예술대학교 음악학 석사

## 앨범
- 퍼플스카이(Purplesky) 1st Single 'The only birth' (2008.09.05)
- 퍼플제이(Purple J) 1st EP Album - Patience Part I 'What For' (2013.12.18)
- 퍼플제이(Purple J) Free Single Album - '올레! 한국(olé! Korea)'
- 퍼플제이(Purple J) Single - '2late' (2015.06.15) 보관됨 2015-06-19 - 웨이백 머신
- 퍼플제이(Purple J) Single - 'Lean On Me' (2016.08.24) 보관됨 2016-11-10 - 웨이백 머신
- 퍼플제이(Purple J) Single - '웹툰 첫사랑은 죽었다 OST - I Do' (2017.03.28) 보관됨 2017-04-04 - 웨이백 머신
- 퍼플제이(Purple J) Single - 'Settle Down' (2017.12.18) 보관됨 2018-01-18 - 웨이백 머신
- 퍼플제이(Purple J) Single - '숨' (2018.09.06) 보관됨 2018-09-07 - 웨이백 머신

## 2013년
- 2월경 전속 계약이 종료되었다. 활동명을 퍼플스카이(Purplesky)에서 퍼플제이(Purple J)로 바꾸었다.
- 퍼플제이(Purple J) 1st EP Album - Patience Part I 'What For' (2013.12)를 발표하였으며 타이틀 곡은 '눈꽃'이다.

## 2014년
- 퍼플제이(Purple J)가 레이블 '피제이컴퍼니'에 소속되었다.
- 2014 브라질 월드컵을 맞이하여 한국을 위한 응원가를 무료음원 형식으로 발표하고 배포하였다.
- 록그룹 부활의 베이시스트 서재혁이 베이스, 일본 활동 아이돌그룹 에이피스(A-peace) 메인작곡가 겸 기타리스트 이종우가 기타, 컨셉아티스트 잠산이 앨범아트로 콜라보레이션 하였다.
- 퍼플제이(Purple J) Free Single Album - '올레! 한국(olé! Korea)' (2014.06.12) 보관됨 2016-03-10 - 웨이백 머신

## 2015년
- 퍼플제이(Purple J) Single - '2late' (2015.06.15) 보관됨 2015-06-19 - 웨이백 머신를 발표하였으며 타이틀 곡은 '가질 수 없더라'이다.
- 11.07(토) JTBC 히든싱어 시즌4-6회 '고음여제 소찬휘'편에 '파리넬리 소찬휘'로 출연하였다.

## 2016년
- 퍼플제이(Purple J) Single - 'Lean On Me' (2016.08.24) 보관됨 2016-11-10 - 웨이백 머신를 발표하였으며 타이틀 곡은 'Lean On Me'이다.

## 2017년
- MBC 95.9MHz 표준FM '박준형 정경미의 2시만세' 2부에 퍼플제이의 시그널송이 등록 보관됨 2017-04-04 - 웨이백 머신, 17.3.14일부터 방송되고 있다.
- 퍼플제이(Purple J) Single - '웹툰 첫사랑은 죽었다 OST - I Do' (2017.03.28) 보관됨 2017-04-04 - 웨이백 머신를 발표하였으며 타이틀 곡은 'I Do'이다.
- (곽인근 작가의 다음 웹툰 '첫사랑은 죽었다'에 삽입되어 있는 노래로, 17.03.28일에 정식 풀버전이 발표되었다.)
- 퍼플제이(Purple J) Single - 'Settle Down' (2017.12.18) 보관됨 2018-01-18 - 웨이백 머신를 발표하였으며 타이틀 곡은 '텐데'이다.

## 2018년
- 퍼플제이(Purple J) 데뷔 10주년 기념음반 - '숨' (2018.09.06) 보관됨 2018-09-07 - 웨이백 머신를 발표하였으며 타이틀 곡은 '숨'이다. 일본어 버전의 트랙도 함께 수록되었다.

## 뮤직비디오
- 퍼플제이(Purple J) Single(2late) - '가질 수 없더라' (2015.06.15)
- 퍼플제이(Purple J) Single(Lean On Me) - 'Lean On Me' (2015.08.24)
- 퍼플제이(Purple J) Single(숨) - '숨' Teaser (2018.08.30)
- 퍼플제이(Purple J) Single(숨) - '숨' (2018.09.06)
- 퍼플제이(Purple J) Single(숨) - '숨' JPN Ver. (2018.09.06)

## 방송클립
- JTBC히든싱어4-6회 '고음여제 소찬휘편' - '쎈 언니 st. 모창 능력자의 '울게 하소서' ♪ 고음의 끝!' (2015.11.07)
- JTBC히든싱어4-6회 '고음여제 소찬휘편' -＂내 안에 있어~＂ '4단 고음' 폭발! 목풀기도 평행이론 (2015.11.07)

## 기사
- 티브이 데일리 - 이번주 뭐 들었니? 뮤지컬 '디셈버'부터 '슈스케'까지 "쏘 스페셜" (13.12.20) 보관됨 2016-03-04 - 웨이백 머신
- 미디어펜 - Purple J, 'Patience' 시리즈 Part I 발매 (13.12.20) 보관됨 2016-03-04 - 웨이백 머신
- 건설경제 - 퍼플제이, 첫번째 앨범 ‘Patience’ Part I 발매 (13.12.20)
- 건설경제 - 퍼플제이, 월드컵 맞아 축구 응원가 무료 배포  (13.06.13)
- 건설경제 - 퍼플제이, 신곡 ‘가질 수 없더라’로 컴백  (15.06.18)
- 경인일보 - '히든싱어4' 파리넬리 소찬휘 이주형, 여자 뺨치는 고음 "가수 퍼플제이로 활동"  (15.11.08)
- TV리포트 - '히든싱어4' 파리넬리 이주형, 소찬휘·김경호 넘나드는 고음종결자 (15.11.08)
- 스포츠투데이 - '히든싱어' 소찬휘 모창자 남자 등장 '반전'  (15.11.08) 보관됨 2018-10-03 - 웨이백 머신
- 엑스포츠뉴스 - '히든싱어4' 남성 모창자 등장 "Tears'로 목 푼다" (15.11.08)
- 뉴스엔 - ‘히든싱어’ 파리넬리소찬휘 등장에 스튜디오 술렁 ‘남자? 여자?’ (15.11.08)
- 쿠키뉴스 - 네오위즈, ‘V익스텐션4’ 출시 앞두고 신규 앨범 발매 (2023.05.26)
- 중소기업신문 - 디제이맥스 엔터테인먼트, 신규 앨범 ‘DMRV 23SS’ 발매 (2023.05.26)
- 더게임스데일리 - 네오위즈, 새 음악 앨범 'DMRV 23SS' 발매 (2023.05.27)